# Zabłocie (powiat ostródzki)
Zabłocie (niem. Katharinenhof) – osada w Polsce, położona w województwie warmińsko-mazurskim, w powiecie ostródzkim, w gminie Ostróda.
Do 2024 r. miejscowość była częścią wsi Samborowo. W latach 1975–1998 Zabłocie administracyjnie należało do województwa olsztyńskiego.